# Maxey-sur-Meuse
Maxey-sur-Meuse település Franciaországban, Vosges megyében. Lakosainak száma 216 fő (2022. január 1.). Maxey-sur-Meuse Brixey-aux-Chanoines, Coussey, Domrémy-la-Pucelle, Greux, Jubainville, Moncel-sur-Vair és Soulosse-sous-Saint-Élophe községekkel határos.

## Népesség
A település népességének változása:
| Lakosok száma | 244  | 237  | 242  | 227  | 221  | 216  | 216  | 216  | 216  |
|               | 2013 | 2015 | 2016 | 2017 | 2018 | 2019 | 2020 | 2021 | 2022 |